# Caller's Bane
 (27 juin 2018).
 (Juillet 2016).
Caller's Bane, anciennement Scrolls, est un jeu de cartes à collectionner en ligne, édité et développé par Mojang.
Scrolls est sorti en tant que version bêta, en juin 2013 et en version officielle le 11 décembre 2014. Le jeu est disponible sous Windows, macOS, et Linux au travers de Wine. Une version tablette, développée par Ludosity, est également sortie sur Android en décembre 2014.
Le 29 juin 2015, Mojang annonce la fin du développement pour Scrolls et la fermeture des serveurs après le 1er juillet 2016. Finalement, en juin 2018, Mojang annonce la poursuite du service : le jeu s’appelle désormais Caller's Bane et est gratuit.

## Système de jeu
Votre plateau de jeu est composé de deux parties identiques : une pour vous et l'autre pour votre adversaire. Chacune des deux parties est composée de 15 cases hexagonales, réparties en 3 lignes de 5 et donc en 5 colonnes de 3. Derrière chacune de ces colonnes se trouve une idole (un totem). Votre but sera de détruire 3 des 5 idoles de votre adversaire pour gagner la partie. Pour ce faire, vous pouvez utiliser vos créatures ainsi que différents sorts.
Scrolls est un jeu de cartes à collectionner sur plateau, où l'on trouve quatre factions, ayant chacune leurs spécialités. Chaque carte à un coût et des spécificités.

### Les factions
Les factions sont des regroupements de différentes spécialités. Les quatre factions sont les suivantes : Growth (La croissance), Order (L'ordre), Energy (L'énergie) et Decay (Le pourrissement). Le joueur commence le jeu avec la faction croissance, mais pourra débloquer les autres en faisant des parties.
La Croissance
La Croissance est une faction regroupant différents types de cartes : Les Kinfolks et les bêtes principalement.
Les Kinfolks sont des hommes originaires du grand nord, ayant des haches pour armes. Les bêtes forment souvent de belles synergies entre elles, une meute de loup sera plus puissante qu'un loup seul.
Cette faction est une faction composée de petites créatures et de ce fait, c'est une faction plutôt agressive.
L'Ordre
L'Ordre est une faction principalement composée de soldats, des soldats qui seuls ne sont pas très puissants, mais qui le deviennent grâce à l'aide des autres soldats. Les cartes de cette faction ont souvent un faible coût, il y aura donc très vite une armée entière sur le plateau de jeu.
C'est une faction qui a des créatures à des coûts faibles mais aussi très élevés, elle peut donc aussi bien être agressive que de type contrôle (dominer le plateau, pour à terme, tuer l'ennemi).
L'Energie
L'Energie est une faction composée de beaucoup de machines, mais aussi de beaucoup de guerriers : Canons, pistolets, machines à pics foudroyante, cette faction est très puissante. S'ajoutent aux machines de nombreux sorts de dégâts directs, de quoi faire frémir votre adversaire.
Cette faction a principalement des cartes à coût élevé, de ce fait, c'est plutôt une faction de type contrôle.
Le Pourrissement
Cette faction a été implémentée plus tard dans le jeu, elle n'est pas pour autant moins bien que les autres. Dans cette faction, vous dirigerez des morts-vivant, des sorciers, qui vont vous offrir une mort lente mais certaine. En effet, une des spécialités de pourrissement est le poison, gare à vos pauvres hommes, qui vont lentement mourir empoisonné...

### Les types de cartes
Les cartes sont séparées en quatre grands groupes : les créatures, les enchantements, les sorts et les structures.
- Les créatures

Les créatures sont des cartes ayant un coût, des points de vie, des points d'attaque, des points de compte-à-rebours ainsi que des habilités. Sauf indications contraires, ces créatures peuvent se déplacer d'une case sur le plateau.
- Les enchantements

Les enchantements sont des cartes ayant un coût et des habilités. Ce sont des bonus ou malus que vous pouvez appliquer sur les créatures ou structures. Les enchantements durent indéfiniment, jusqu'à la mort de l'unité enchantée.
- Les sorts

Les sorts sont des cartes ayant un coût et des habilités. Ce sont des bonus ou malus que vous pouvez appliquer sur le plateau de jeu. Ils durent généralement un tour, à l’exception de quelques cartes bien définies.
- Les structures

Les structures sont des cartes ayant un coût, des points de vie, parfois des points d'attaque, parfois des points de compte-à-rebours ainsi que des habilités. Sauf indications contraires, ces structures ne peuvent pas se déplacer.

### Modes de jeu
Il y a six différents modes de jeu : le match contre l'IA, les Trials, les matchs multijoueur, les matchs multijoueurs classés, les challenges entre amis et le Judgement.
Les matchs contre L'IA
- Vous pourrez faire des matchs contre 3 IA différentes : facile, normale ou dure. Vous gagnerez de l'or à la fin de chaque match.
- Vous pouvez aussi faire des trials, qui sont des défis contre l' IA (des bonus ou malus en plus), où vous devrez créer des decks personnalisés pour espérer réussir le défi et ainsi empocher de grosses sommes d'or.

Les matchs multijoueur
- Vous pouvez faire des matchs rapides contre un joueur aléatoire de n'importe quel niveau. Vous gagnerez de l'or à la fin de chaque partie.
- Vous pouvez faire des parties classées contre des joueurs de votre rang et ainsi monter en grade.
- Vous pouvez faire des parties en mode Judgement.

Le mode Judgement est un mode spécial : l'entrée est de 800 ors, des cartes vous seront proposées, à vous de créer un deck rapide avec, puis d'aller affronter d'autres joueurs ayant aussi payé l'entrée de Judgement. Selon votre nombre de victoires, vous aurez de plus ou moins gros lots à la fin. Vous n'avez le droit qu'à 2 défaites et 5 victoires.
Il y a trois types de rareté : les cartes communes, les peu communes et les rares.

### Le crafting
Si vous avez des cartes en trop, vous pouvez soit les vendre, soit les crafter. Crafter une carte consiste à combiner trois mêmes cartes, pour en obtenir une améliorée. Il y a trois niveaux de cartes différents :
- Les cartes de niveau 1, qui sont les cartes de bases, sans amélioration.
- Les cartes de niveau 2, légèrement brillantes et qui affichent des statistiques (nombre de fois jouées, piochées, ...).
- Les cartes de niveau 3, multicolores et brillantes, avec les statistiques et qui apporte de l'or en plus à la fin de la partie.

Les cartes de niveau 3 donnent de l'or en plus lorsqu'elles sont piochées :
- Une carte rare de niveau 3 apporte 10 % d'or en plus,
- Une carte peu commune de niveau 3 apporte 5 % d'or en plus,
- Une carte commune de niveau 3 apporte 2,5 % d'or en plus.

### Les decks et échanges
Dans Scrolls, il est possible de créer des decks personnalisés avec vos cartes grâce à l'outil de construction de decks. Pour se procurer les cartes, plusieurs options sont envisageables : le magasin, le Marché Noir, L'échange entre les joueurs via le Chan IG et via l'autobot.

### L'argent en jeu
Dans le jeu, pour acheter des cartes ou des avatars, il y a présence d'une monnaie fictive : L'or. L'or s'obtient très facilement en gagnant ou perdant des parties (300ors et 100ors) en vendant des cartes ou en faisant certains modes de jeux.

## Développement

### Poursuites judiciaire de Bethesda
Mojang a été impliqué dans un conflit avec Bethesda Softworks concernant la possible confusion de nom avec la série de jeux The Elder Scrolls. Mojang a finalement obtenu le droit de conserver le nom Scrolls. En mars 2012 Bethesda et Mojang ont finalement conclu un accord qui implique que Mojang ne tenterait pas de déposer la marque Scrolls, en échange de quoi Bethesda ne contesterait plus l'usage de ce nom, tant que Scrolls ne se place pas en compétition avec The Elder Scrolls.